# Ajimu – Kaigan Monogatari
Ajimu — Kaigan Monogatari (укр. Аджіму ~пляжна історія~, яп. あじむ ～海岸物語～) — ONA-серіал у жанрі «романтика» знятий студією Actas, який поширювався в мережі Інтернет у 2001—2002 роках. Пізніше серіал було випущено на DVD.

## Сюжет
Історія відбувається у невеличкому неназваному місті на березі океану. Одного зимового дня 17-річний Накаїдо Хіросуке бачить на залізничній станції красиву дівчину на ім'я Аджіму Ясуна, в яку відразу ж закохується. Коли він зрештою пробує з нею заговорити, це закінчується непорозумінням для Аджіму і двома ляпасами для нього. Розчарований, він дозволяє своєму шкільному товаришу та приятелю Кадзукі Ідзумія переконати себе піти ввечері в паб із двома незнайомими дівчатами. Одною з цих дівчат є Такемото Судзуе, яка одразу ж звертає увагу на Хіросуке.
Того вечора Аджіму як музикантка в тому ж барі, тому Хіросуке користується можливістю знову поговорити з нею, щоб спробувати прояснити інцидент. Але оскільки Аджіму все ще зла на Хіросуке, вона тікає. Хіросуке дізнається від Судзуе, що Аджіму регулярно грає в цьому пабі та на одному з міських пляжів. Тому незабаром Хіросуке знов знаходить Аджіму. Цього разу вона втягується в розмову, і Хіросуке вдається прояснити непорозуміння. Проте, через гостру хворобу, Хіросуке одразу ж втрачає свідомість.
Після того, як Аджіму допомагає доправити Хіросуке в лікарню, між ними зав'язується дружба, і Хіросуке дізнається, що Аджіму оплакує свого колишнього хлопця, який покинув цей світ рік тому. Це перешкоджає йому зізнатися їй у своїх почуттях, оскільки він не впевнений щодо неї.
Але хід історії змінюється з прибуттям до міста нового героя.

## Публікація
Actas випустила чотири епізоди Ajimu — Kaigan Monogatari тривалістю приблизно 28 хвилин. Режисером став Джинбо Юсаку,  Йоко Таканорі відповідала за дизайн персонажів, а Ко Накаґава написав музику. Пізніше, серед інших, Накаґава працював над Basilisk. Саеко Тіба, яка озвучила головну героїню Аджіму Ясуне, виконала опенінг «Futari no Prologue» та ендінг «Orange» до серіалу.
Чотири епізоди були опубліковані на веб-сайті nifty.com з 2001 по 2002 рік.